# Есебуа, Владимир Михайлович
Владимир Михайлович Есебуа (1917—1971) — старший сержант Рабоче-крестьянской Красной Армии, участник Великой Отечественной войны, Герой Советского Союза (1943).

## Биография
Владимир Есебуа родился в 1917 году в селе Григолиши (ныне — Зугдидский муниципалитет Грузии). После окончания начальной школы работал в колхозе. В 1938—1940 годах проходил службу в Рабоче-крестьянской Красной Армии, участвовал в советско-финской войне. Работал в Зугдидском линейном отделении милиции. В июне 1941 года повторно был призван в армию и направлен на фронт Великой Отечественной войны. Принимал участие в боях на Северо-Кавказском, Закавказском, 4-м Украинском, 3-м Белорусском, Забайкальском фронтах. Участвовал в обороне Туапсе и Новороссийска, освобождении Новороссийска, освобождении Крыма, Белорусской и Литовской ССР, боях в Восточной Пруссии, переходе через Большой Хинган. К ноябрю 1943 года красноармеец Владимир Есебуа был стрелком 1139-го стрелкового полка 318-й стрелковой дивизии 18-й армии Северо-Кавказского фронта. Отличился во время Керченско-Эльтигенской операции.
1-6 ноября 1943 года в боях на Керченском полуострове Есебуа уничтожил около взвода немецкой пехоты.
Указом Президиума Верховного Совета СССР от 17 ноября 1943 года за «образцовое выполнение боевых заданий командования на фронте борьбы с немецкими захватчиками и проявленные при этом мужество и героизм» красноармеец Владимир Есебуа был удостоен высокого звания Героя Советского Союза с вручением ордена Ленина и медали «Золотая Звезда» за номером 8827.
После окончания войны в звании старшего сержанта Есебуа был демобилизован. Вернулся на родину. Скончался 24 октября 1971 года, похоронен в Зугдиди.
Был также награждён медалью "За отвагу" и  др.